# Stazione di Sydney Centrale
La stazione di Sydney Centrale (in inglese Sydney Central railway station) è una stazione ferroviaria situata nella parte meridionale del centro affaristico di Sydney ed è la più grande stazione ferroviaria in Australia.
Serve quasi tutte le linee della rete ferroviaria di Sydney Trains ed è il principale terminal dei servizi NSW TrainLink.
Si trova adiacente a Railway Square (piazza della Ferrovia) ed è ufficialmente ubicata in Haymarket.
Nel 2013 c'è stato un movimento passeggeri complessivo di 11,35 milioni persone.